# Illovszky Rudolfstadion
Het Illovszky Rudolfstadion is een multifunctioneel stadion in Boedapest, de hoofdstad van Hongarije. De voetbalclub Vasas SC Boedapest maakt gebruik van dit stadion. In het stadion is plek voor 5.054 toeschouwers. Het stadion is vernoemd naar oud-speler en trainer van Vasas Rudolf Illovszky.  
Het oude stadion werd afgebroken in 2016. In oktober van dat jaar speelde Vasas SC Boedapest zijn laatste wedstrijd tegen Vasas SC (1–1).